# Clumber Spaniel
Clumber Spaniel – jedna z ras psów, należąca do grupy psów aportujących, płochaczy i psów wodnych. Zaklasyfikowana do sekcji płochaczy. Podlega próbom pracy.
Clumber Spaniel jest najcięższym spanielem. Średnia waga psa wynosi 36 kg, jednakże zgodnie z wzorcem FCI dopuszczalne są także cięższe osobniki. Posiada szeroką i dużą głowę o wyraźnym przełomie czołowym i głęboko osadzonych oczach. Jego jedwabista i czysto biała szata jest szczególnie obfita na szyi i klatce piersiowej. Jest oddanym, pojętnym i wytrzymałym psem o wyczulonym węchu.
Przeciętna długość życia u tej rasy wynosi ok. 12 lat.
Clumber spaniel to pies inteligentny, opanowany, dostojny. Posiada bardzo dobry węch. Nie wykazuje agresji.
Nazwa clumber spaniel pochodzi od nazwy posiadłości Clumber Park, na terenie której psy tej rasy hodował książę Newcastle. Głównie jemu rasa ta zawdzięcza swój rozwój.